# Klasyfikacja medalowa Zimowych Igrzysk Paraolimpijskich 2018

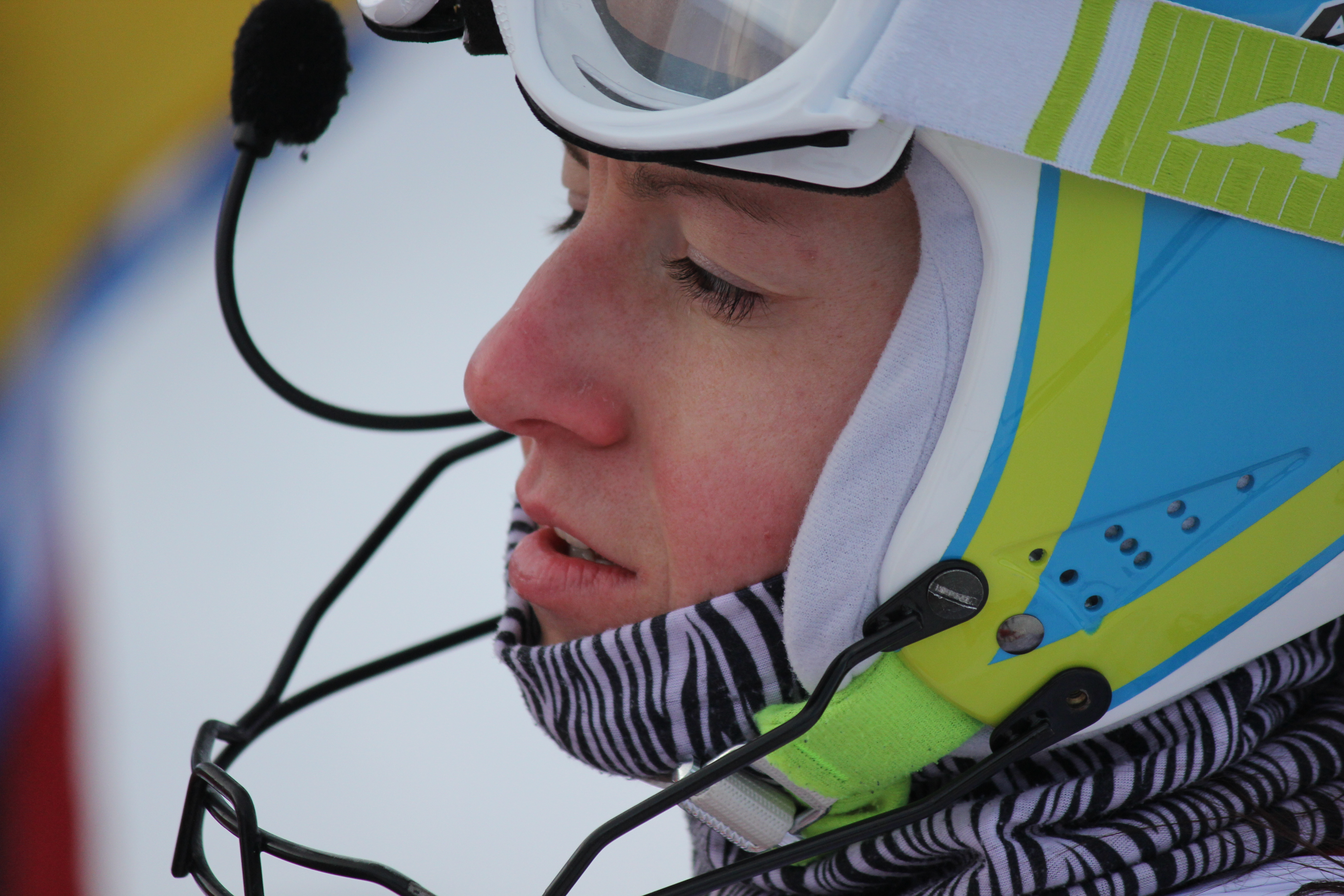
Henrieta Farkašová – słowacka niewidoma narciarka alpejska, pięciokrotna medalistka paraolimpijska z Pjongczangu

Klasyfikacja medalowa Zimowych Igrzysk Paraolimpijskich 2018 – zestawienie państw, reprezentowanych przez narodowe komitety paraolimpijskie, uszeregowanych pod względem liczby zdobytych medali na XII Zimowych Igrzyskach Paraolimpijskich w 2018 roku w Pjongczangu.
Najwięcej medali paraolimpijskich zdobyli reprezentanci Stanów Zjednoczonych – 36, w tym 13 złotych, 15 srebrnych i 8 brązowych. Na drugim miejscu w klasyfikacji medalowej uplasowali się neutralni sportowcy paraolimpijscy, czyli Rosjanie pod neutralną flagą, z dorobkiem 24 medali – 8 złotych, 10 srebrnych i 6 brązowych. Medale zdobyli przedstawiciele 26 reprezentacji.
Najbardziej utytułowaną zawodniczką igrzysk paraolimpijskich w Pjongczangu została słowacka niewidoma narciarka alpejska Henrieta Farkašová, która wywalczyła pięć medali – cztery złote i jeden srebrny. Cztery złote medale zdobyła również francuska alpejka Marie Bochet.
Pierwszy medal paraolimpijski w historii zdobyli reprezentanci Chińskiej Republiki Ludowej, którzy w składzie Chen Jianxin, Liu Wei, Wang Meng, Wang Haitao, Zhang Qiang triumfowali w curlingu na wózkach. Z kolei pierwszy w historii złoty medal zimowych igrzysk paraolimpijskich dla Korei Południowej zdobył Sin Eui-hyun w biegu narciarskim na 7,5 km na siedząco.
Z igrzysk paraolimpijskich w Pjongczangu, podobnie jak z rozegranych w lutym igrzysk olimpijskich, wykluczona została reprezentacja Rosji. Wybrani zawodnicy rosyjscy wystąpili pod flagą paraolimpijską jako neutralni sportowcy paraolimpijscy.

## Klasyfikacja państw
Poniższa tabela przedstawia klasyfikację medalową państw, które zdobyły medale na Zimowych Igrzyskach Paraolimpijskich 2018 w Pjongczangu, sporządzoną na podstawie oficjalnych raportów Międzynarodowego Komitetu Paraolimpijskiego. Klasyfikacja posortowana jest najpierw według liczby osiągniętych medali złotych, następnie srebrnych, a na końcu brązowych. W przypadku, gdy dwa kraje zdobyły tę samą liczbę medali wszystkich kolorów, o kolejności zdecydował porządek alfabetyczny.
W sprincie mężczyzn na 1,5 km na stojąco przyznano dwa brązowe medale, gdyż ten sam rezultat osiągnęli Kanadyjczyk Mark Arendz i Fin Ilkka Tuomisto
| Miejsce | Państwo                            | Złoto | Srebro | Brąz | Razem |
| ------- | ---------------------------------- | ----- | ------ | ---- | ----- |
| 1.      | USA                                | 13    | 15     | 8    | 36    |
| 2.      | Neutralni sportowcy paraolimpijscy | 8     | 10     | 6    | 24    |
| 3.      | Kanada                             | 8     | 4      | 16   | 28    |
| 4.      | Francja                            | 7     | 8      | 5    | 20    |
| 5.      | Niemcy                             | 7     | 8      | 4    | 19    |
| 6.      | Ukraina                            | 7     | 7      | 8    | 22    |
| 7.      | Słowacja                           | 6     | 4      | 1    | 11    |
| 8.      | Białoruś                           | 4     | 4      | 4    | 12    |
| 9.      | Japonia                            | 3     | 4      | 3    | 10    |
| 10.     | Holandia                           | 3     | 3      | 1    | 7     |
| 11.     | Szwajcaria                         | 3     | –      | –    | 3     |
| 12.     | Włochy                             | 2     | 2      | 1    | 5     |
| 13.     | Wielka Brytania                    | 1     | 4      | 2    | 7     |
| 14.     | Norwegia                           | 1     | 3      | 4    | 8     |
| 15.     | Australia                          | 1     | –      | 3    | 4     |
| 16.     | Finlandia                          | 1     | –      | 2    | 3     |
| 16.     | Korea Południowa                   | 1     | –      | 2    | 3     |
| 16.     | Nowa Zelandia                      | 1     | –      | 2    | 3     |
| 19.     | Chorwacja                          | 1     | –      | 1    | 2     |
| 20.     | ChRL                               | 1     | –      | –    | 1     |
| 20.     | Kazachstan                         | 1     | –      | –    | 1     |
| 22.     | Austria                            | –     | 2      | 5    | 7     |
| 23.     | Hiszpania                          | –     | 1      | 1    | 2     |
| 24.     | Szwecja                            | –     | 1      | –    | 1     |
| 25.     | Belgia                             | –     | –      | 1    | 1     |
| 25.     | Polska                             | –     | –      | 1    | 1     |
| Razem   | Razem                              | 80    | 80     | 81   | 241   |